# 제임스 노리스 메모리얼 트로피

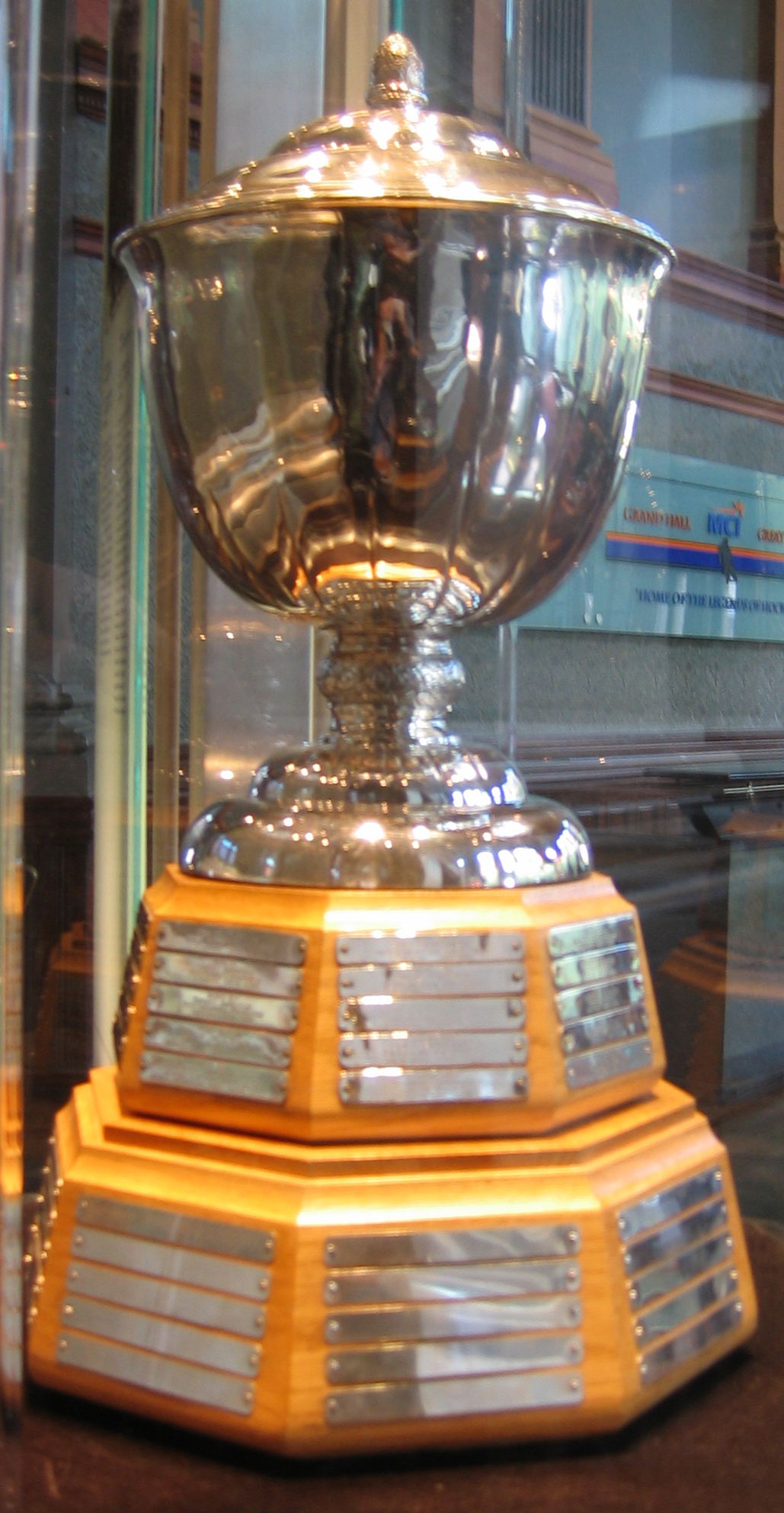
제임스 노리스 메모리얼 트로피

제임스 노리스 메모리얼 트로피(영어: James Norris Memorial Trophy)는 내셔널 하키 리그 (NHL)의 트로피다. 매년 "시즌 내내 해당 포지션에서 최고의 만능 능력을 발휘하는 수비수"에게 수여된다. 디트로이트 레드윙스의 오랜 소유주인 제임스 E. 노리스의 이름을 따서 명명되었다.